# 青春広場駅
青春広場駅（せいしゅんひろばえき）は、中華人民共和国江蘇省南京市鼓楼区中山北路と山西路の交差点にある、南京地下鉄5号線の駅である。

## 駅名
事業着手当初は南京地下鉄集団は「山西路駅」の仮称を用いており、2019年月日に「山西路駅」を駅名として第一次公示された 、2020年1月15日に駅名が「青春広場駅」に決定したことが発表された。

## 隣の駅
南京地下鉄
■5号線
虹橋駅- 青春広場駅 - 雲南路駅